# 완소! 퍼펙트 반장
《완소! 퍼펙트 반장》(極上!!めちゃモテ委員長)은 니시무라 토모코 원작의 인기 만화이며, 일본의 애니메이션이다. 일본 쇼가쿠칸의 만화 잡지인 《챠오》에서 2006년 1월호부터 2014년 1월호까지 연재되었다.

## 개요
「챠오」(쇼가쿠칸) 2006년 1월호부터 2014년 1월호까지 연재. 같은 잡지에 있어서의 간판 작품이었다. 전 3회나 전 6회, 혹은 6화 정리의 시리즈의 것 밖에 연재 경험이 없었던 작자에게 있어서 첫 롱런 연재가 되었다. 다만 타이틀은 5회 이상으로 일단락한 다음 일부를 바꾸었다. 2006년 12월호, 2008년 3월호, 2011년 10-11월호, 2012년 6-7월호,12-2013년 1월호는 휴재했다. 덧붙여「챠오」의 주간「챠오 디럭스」에도 1화 완결의 예외편을 발표하였다.
또 작중에「엄청 인기있어 강좌」라고 하여 패션이나 메이크업이나 바디 케어의 외관적인 일 · 구취 등의 내면적인 일 · 예의범절 등 여자 아이의 기를 주기 위한 정보를 소개하였다.
텔레비전 애니메이션 방송은 2009년 4월 4일부터 2011년 4월 10일까지 일본의 TV 도쿄에서 방영했으며, 대한민국에서는 2010년 5월 17일부터 8월 11일까지 1기, 2011년 8월 29일부터 11월 7일까지 2기 - 미라클체인지 퍼펙트 반장을 애니원, 챔프TV 등의 채널에서 방영하였다. 이외에도 게임 소프트 및 카드게임이 발매되었다.
등장인물 중에서는 키타가미 미미와 토죠 우시오와 히메노 카렌과 카즈키 셰인이 커플이 되어있다.

## 등장인물
- 테모테모 (성우 - 이재현)
- 키타가미 미미 (신미미) (성우 - 오가와 마나 / 우정신) - 토죠 우시오, 니시자키 아오가 좋아함. 주특기:싸움, 운동, 자신을가꾸기, 다른사람도와주기
- 토죠 우시오 (동우진) (성우 - 장민혁)- 키타가미 미미를 좋아함. 주특기:싸움, 운동
- 니시자키 아오 (서청연) (성우 - 박성태) - 키타가미 미미를 좋아함.
- 나구모 나미토 (남은파) (성우 - 김현심)
- 히메노 카렌 (백혜련) (성우 - 에노모토 아츠코 / 서유리) - 카즈키 셰인을 좋아함.
- 카즈키 셰인 (황서현) (성우 - 임경명) - 히메노 카렌을 좋아함.
- 켄자키 레이 (권시인) (성우 - 이미나)
- 사카시타 리카 (황명희) (성우 - 이명희)
- 하루이 카호 (한가영) (성우 - 김성연)
- 히무로 이부 (차이수) (성우 - 스가야 리사코 / 이보희)
- 나츠메 리키 (리키) (성우 - 이동훈)
- 사노 안쥬 (안주희) (성우 - 야하기 사유리 / 이지현)
- 호시노 히메카 (은향기) (성우 - 시라토리 유리 / 서지연)
- 죠가사키 레이 (성주리) (성우 - 박신희)
- 모모리 마린 (성우 - 타무라 유카리)